# Tevita Momoedonu
Tatu Tevita Momoedonu (ur. 13 stycznia 1946 w Lautoce, Fidżi, zm. 25 listopada 2020 tamże) – fidżyjski polityk, dwukrotny premier Fidżi. Ponieważ łączny okres jego rządów wynosi nieco ponad dwa dni, został nazwany przez Radio New Zealand „premierem pięciu minut”.
W 1999 z listy Partii Pracy został wybrany deputowanym do fidżyjskiej Izby Reprezentantów, zaś następnie członkiem rządu. Był jedynym ministrem nieobecnym w budynku parlamentu Fidżi w trakcie zamachu stanu w 2000 przeprowadzonego przez George’a Speighta. W toku wydarzeń premier Mahendra Chaudhry został porwany i przetrzymywany w odosobnieniu. W związku z kryzysem ówczesny prezydent Kamisese Mara chciał wprowadzić stan nadzwyczajny i przejąć osobiste rządy w państwie, jednak konstytucja zezwalała na to jedynie po konsultacji z szefem rządu, która to, wskutek niewiadomego położenia Chaudhry'ego, była niemożliwa. Mara zatem, korzystając z prerogatyw przewidzianych w konstytucji, odwołał premiera i 27 maja 2000 powołał na jego stanowisko Momoedonu, który udzielił prezydentowi wymaganej przez prawo konsultacji. Posunięcie prezydenta zostało skrytykowane przez politologa B.V. Lala jako wątpliwe moralnie i politycznie obejście zapisów konstytucyjnych. Momoedonu był premierem formalnie przez kilkanaście minut. W utworzonym 4 lipca 2000 rządzie przejściowym, na którego czele stanął Laisenia Qarase, Momoedonu objął tekę ministra pracy i przemysłu.
Na początku marca 2001 fidżyjski Sąd Apelacyjny w Suvie wydał wyrok, w którym uznał powołanie rządu przejściowego Qarase przez prezydenta Josefa Iloilo za niekonstytucyjne i zarządził przywrócenie poprzedniego rządu i prezydenta. Mara zdecydował się opuścić kraj i nie obejmować powierzonego mu przez sąd stanowiska. Iloilo chciał rozwiązać nowy kryzys konstytucyjny poprzez zarządzenie wcześniejszych wyborów, jednak zgodnie z ustawą zasadniczą Fidżi mógł tego dokonać tylko po zasięgnięciu opinii szefa rządu. Zorientowawszy się, że Chaudhry odmówi współpracy, prezydent 14 marca 2001 powołał Momoedonu na stanowisko premiera, który zrezygnował dwa dni później po wydaniu prezydentowi opinii aprobującej wcześniejsze wybory. Wybory wygrała nowo utworzona partia byłego premiera Qarase, Soqosoqo Duavata ni Lewenivanua (Partia Zjednoczonych Fidżi).
W 2002 został mianowany ambasadorem Fidżi w Japonii.